# Poborowice
Poborowice – przysiółek wsi Dobranowice w Polsce położony w województwie małopolskim, w powiecie krakowskim, w gminie Igołomia-Wawrzeńczyce.
W latach 1975–1998 miejscowość należała administracyjnie do województwa krakowskiego.